# Castello di Kilchurn
Il castello di Kilchurn (Kilchurn Castle) si trova nell'omonima località vicino Dalmally nell’Argyll. È posizionato su un istmo di roccia sull'estremità del Lago Awe. Venne costruito nel tardo medioevo dal clan dei Campbell durante la sua dominazione della maggior parte della Scozia occidentale. Rimangono i resti di una torre e le mura esterne.

## Storia
Venne costruito verso il 1450 da Sir Colin Campbell, primo Lord di Glenorchy su un'isola all'interno del Loch Awe, nell’area di Argyll e Bute.  Aveva cinque piani con un cortile interno difeso da mura; nei secoli successivi venne ampliato e furono costruite nuove stanze. Nel 1681 fu trasformato da Sir John Campbell di Glenorchy, 1º conte di Breadalbane, in una caserma in grado di ospitare 200 soldati.  Durante le insurrezioni giacobite del 1715 e del 1745, venne usato come guarnigione governativa. Il castello venne abbandonato nel 1760, quando fu gravemente danneggiato da un incendio.
Compare in un dipinto del XIX secolo del pittore William Turner.